# Wressle
Wressle is een civil parish in het bestuurlijke gebied East Riding of Yorkshire, in het Engelse graafschap East Riding of Yorkshire met 271 inwoners.

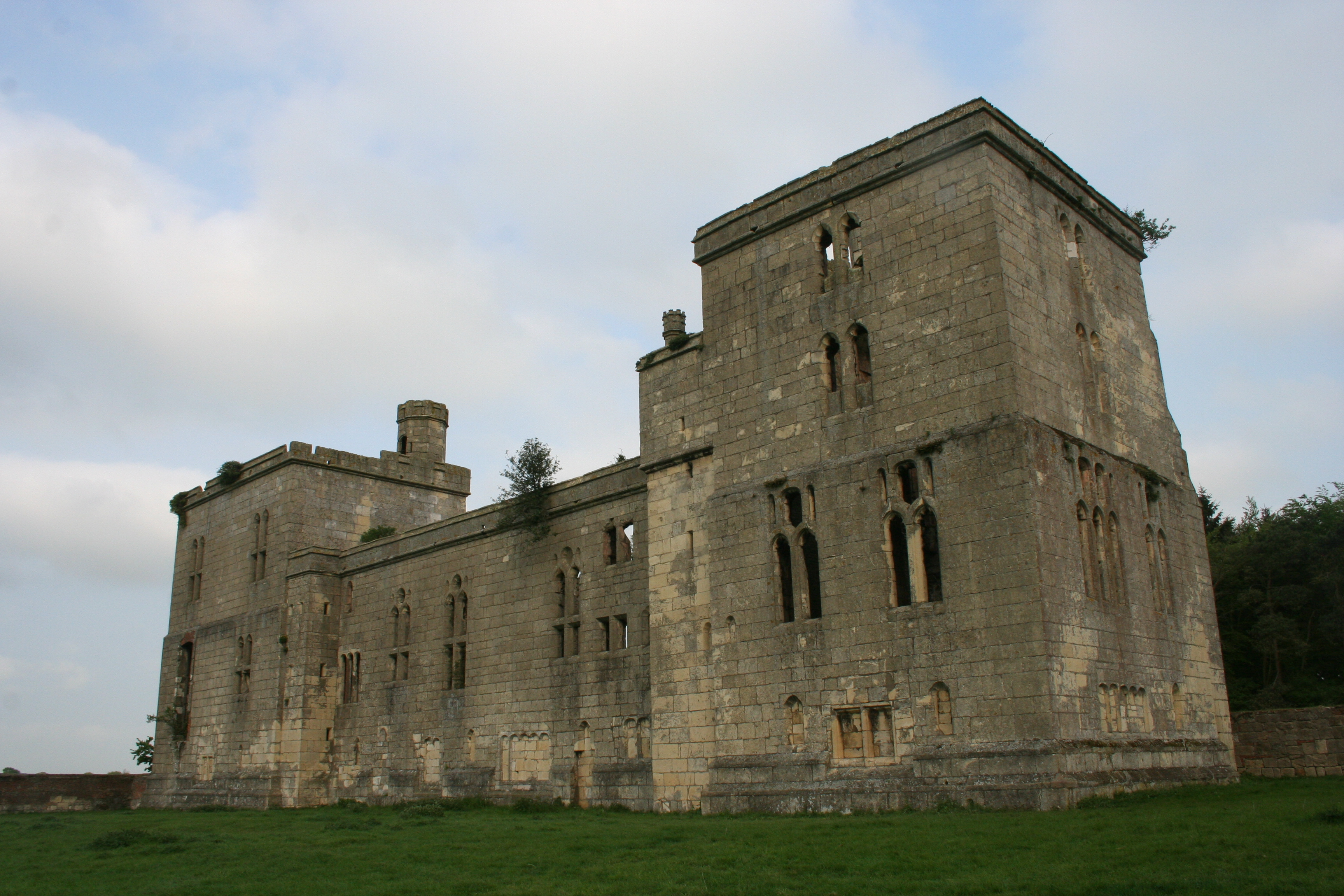
Kasteel van Wressle
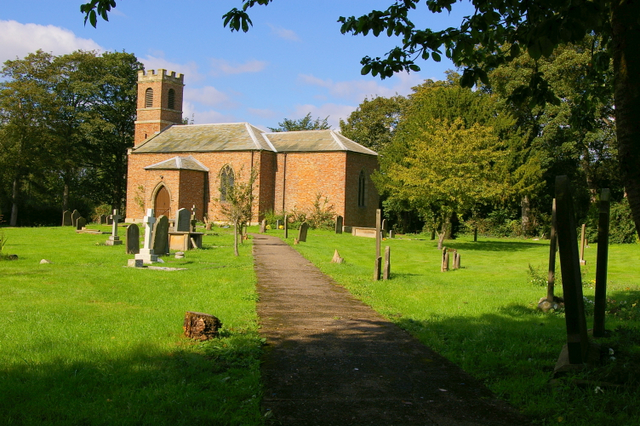
Kerk van St. John of Beverley